# 15.ª etapa do Giro d'Italia de 2019
A 15.ª etapa do Giro d'Italia de 2019 teve lugar a 26 de maio de 2019 entre Ivrea e Como sobre um percurso de 232 km e foi vencida pelo ciclista italiano Dario Cataldo da equipa Astana. O ciclista equatoriano Richard Carapaz da equipa Movistar conservou a Maglia Rosa.

## Classificação da etapa
| \| Classificação por etapas \| Classificação por etapas \| Classificação por etapas \| Classificação por etapas \| Classificação por etapas \| \| Ciclista \| Ciclista \| Equipe \| Tempo \| \| \| ------------------------ \| ------------------------ \| --------------------------- \| ------------------------ \| ------------------------ \| \| 1. \| Dario Cataldo \| Astana \| 5h48m15s \| \| \| 2. \| Mattia Cattaneo \| Androni Giocattoli-Sidermec \| + 0s \| \| \| 3. \| Simon Yates \| Mitchelton-Scott \| + 11s \| \| \| 4. \| Hugh Carthy \| EF Education First \| + 11s \| \| \| 5. \| Richard Carapaz \| Movistar Team \| + 11s \| \| \| 6. \| Vincenzo Nibali \| Bahrain-Merida \| + 11s \| \| \| 7. \| Miguel Ángel López \| Astana \| + 36s \| \| \| 8. \| Rafał Majka \| Bora-Hansgrohe \| + 36s \| \| \| 9. \| Domenico Pozzovivo \| Bahrain-Merida \| + 36s \| \| \| 10. \| Mikel Landa \| Movistar Team \| + 36s \| \| |                    |                             |          |
| |                    |                             |          |
| Fonte: ProCyclingStats |                    |                             |          |
| Classificação por etapas |                    |                             |          |
| Ciclista | Ciclista           | Equipe                      | Tempo    |
| 1. | Dario Cataldo      | Astana                      | 5h48m15s |
| 2. | Mattia Cattaneo    | Androni Giocattoli-Sidermec | + 0s     |
| 3. | Simon Yates        | Mitchelton-Scott            | + 11s    |
| 4. | Hugh Carthy        | EF Education First          | + 11s    |
| 5. | Richard Carapaz    | Movistar Team               | + 11s    |
| 6. | Vincenzo Nibali    | Bahrain-Merida              | + 11s    |
| 7. | Miguel Ángel López | Astana                      | + 36s    |
| 8. | Rafał Majka        | Bora-Hansgrohe              | + 36s    |
| 9. | Domenico Pozzovivo | Bahrain-Merida              | + 36s    |
| 10. | Mikel Landa        | Movistar Team               | + 36s    |

## Classificações ao final da etapa

### Classificação geral(Maglia Rosa)
| \| Classificação geral \| Classificação geral \| Classificação geral \| Classificação geral \| Classificação geral \| \| Ciclista \| Ciclista \| Equipe \| Tempo \| \| \| ------------------- \| ------------------- \| ------------------- \| ------------------- \| ------------------- \| \| 1. \| Richard Carapaz \| Movistar Team \| 64h24m00s \| \| \| 2. \| Primož Roglič \| Team Jumbo-Visma \| + 47s \| \| \| 3. \| Vincenzo Nibali \| Bahrain-Merida \| + 1m47s \| \| \| 4. \| Rafał Majka \| Bora-Hansgrohe \| + 2m35s \| \| \| 5. \| Mikel Landa \| Movistar Team \| + 3m15s \| \| \| 6. \| Bauke Mollema \| Trek-Segafredo \| + 3m38s \| \| \| 7. \| Jan Polanc \| UAE Team Emirates \| + 4m12s \| \| \| 8. \| Simon Yates \| Mitchelton-Scott \| + 5m24s \| \| \| 9. \| Pavel Sivakov \| Team Ineos \| + 5m48s \| \| \| 10. \| Miguel Ángel López \| Astana \| + 5m55s \| \| |                    |                   |           |
| |                    |                   |           |
| Fonte: ProCyclingStats |                    |                   |           |
| Classificação geral |                    |                   |           |
| Ciclista | Ciclista           | Equipe            | Tempo     |
| 1. | Richard Carapaz    | Movistar Team     | 64h24m00s |
| 2. | Primož Roglič      | Team Jumbo-Visma  | + 47s     |
| 3. | Vincenzo Nibali    | Bahrain-Merida    | + 1m47s   |
| 4. | Rafał Majka        | Bora-Hansgrohe    | + 2m35s   |
| 5. | Mikel Landa        | Movistar Team     | + 3m15s   |
| 6. | Bauke Mollema      | Trek-Segafredo    | + 3m38s   |
| 7. | Jan Polanc         | UAE Team Emirates | + 4m12s   |
| 8. | Simon Yates        | Mitchelton-Scott  | + 5m24s   |
| 9. | Pavel Sivakov      | Team Ineos        | + 5m48s   |
| 10. | Miguel Ángel López | Astana            | + 5m55s   |

### Classificação por pontos(Maglia Ciclamino)
| Classificação por pontos | Classificação por pontos | Classificação por pontos    | Classificação por pontos | Classificação por pontos |
| Ciclista                 | Ciclista                 | Equipe                      | Pontos                   |                          |
| ------------------------ | ------------------------ | --------------------------- | ------------------------ | ------------------------ |
| 1.                       | Arnaud Démare            | Groupama-FDJ                | 200 pts                  |                          |
| 2.                       | Pascal Ackermann         | Bora-Hansgrohe              | 187 pts                  |                          |
| 3.                       | Richard Carapaz          | Movistar Team               | 78 pts                   |                          |
| 4.                       | Davide Cimolai           | Israel Cycling Academy      | 50 pts                   |                          |
| 5.                       | Primož Roglič            | Team Jumbo-Visma            | 49 pts                   |                          |
| 6.                       | Damiano Cima             | Nippo-Vini Fantini-Faizanè  | 46 pts                   |                          |
| 7.                       | Fausto Masnada           | Androni Giocattoli-Sidermec | 45 pts                   |                          |
| 8.                       | José Joaquín Rojas       | Movistar Team               | 44 pts                   |                          |
| 9.                       | Simon Yates              | Mitchelton-Scott            | 44 pts                   |                          |
| 10.                      | Rüdiger Selig            | Bora-Hansgrohe              | 41 pts                   |                          |

### Classificação da montanha(Maglia Azzurra)
| Classificação da montanha | Classificação da montanha | Classificação da montanha   | Classificação da montanha | Classificação da montanha |
| Ciclista                  | Ciclista                  | Equipe                      | Pontos                    |                           |
| ------------------------- | ------------------------- | --------------------------- | ------------------------- | ------------------------- |
| 1.                        | Giulio Ciccone            | Trek-Segafredo              | 171 pts                   |                           |
| 2.                        | Richard Carapaz           | Movistar Team               | 66 pts                    |                           |
| 3.                        | Mattia Cattaneo           | Androni Giocattoli-Sidermec | 43 pts                    |                           |
| 4.                        | Ilnur Zakarin             | Katusha-Alpecin             | 42 pts                    |                           |
| 5.                        | Gianluca Brambilla        | Trek-Segafredo              | 40 pts                    |                           |
| 6.                        | Dario Cataldo             | Astana                      | 39 pts                    |                           |
| 7.                        | Fausto Masnada            | Androni Giocattoli-Sidermec | 35 pts                    |                           |
| 8.                        | Damiano Caruso            | Bahrain-Merida              | 35 pts                    |                           |
| 9.                        | Primož Roglič             | Team Jumbo-Visma            | 30 pts                    |                           |
| 10.                       | Iván Ramiro Sosa          | Team Ineos                  | 30 pts                    |                           |

### Classificação dos jovens(Maglia Bianca)
| Classificação dos jovens | Classificação dos jovens | Classificação dos jovens | Classificação dos jovens | Classificação dos jovens |
| Ciclista                 | Ciclista                 | Equipe                   | Tempo                    |                          |
| ------------------------ | ------------------------ | ------------------------ | ------------------------ | ------------------------ |
| 1.                       | Pavel Sivakov            | Team Ineos               | 64h29m48s                |                          |
| 2.                       | Miguel Ángel López       | Astana                   | + 7s                     |                          |
| 3.                       | Valentin Madouas         | Groupama-FDJ             | + 8m39s                  |                          |
| 4.                       | Hugh Carthy              | EF Education First       | + 8m50s                  |                          |
| 5.                       | Giulio Ciccone           | Trek-Segafredo           | + 19m49s                 |                          |
| 6.                       | Edward Dunbar            | Team Ineos               | + 20m57s                 |                          |
| 7.                       | Ben O'Connor             | Dimension Data           | + 41m16s                 |                          |
| 8.                       | Lucas Hamilton           | Mitchelton-Scott         | + 54m32s                 |                          |
| 9.                       | Chris Hamilton           | Team Sunweb              | + 56m41s                 |                          |
| 10.                      | Iván Ramiro Sosa         | Team Ineos               | + 1m04s                  |                          |

### Classificação por equipas"Super Team"
| Classificação por equipes | Classificação por equipes   | Classificação por equipes | Classificação por equipes |
| Equipe                    | Equipe                      | Tempo                     |                           |
| ------------------------- | --------------------------- | ------------------------- | ------------------------- |
| 1.                        | Movistar Team               | 193h29m48s                |                           |
| 2.                        | Astana                      | + 26m31s                  |                           |
| 3.                        | Ineos                       | + 30m16s                  |                           |
| 4.                        | Bahrain-Merida              | + 30m56s                  |                           |
| 5.                        | EF Education First          | + 36m57s                  |                           |
| 6.                        | Mitchelton-Scott            | + 54m33s                  |                           |
| 7.                        | Bora-hansgrohe              | + 56m34s                  |                           |
| 8.                        | Androni Giocattoli-Sidermec | + 1h09m32s                |                           |
| 9.                        | Trek-Segafredo              | + 1h10m22s                |                           |
| 10.                       | AG2R La Mondiale            | + 1h16m38s                |                           |

## Abandonos
- Jasper De Buyst, abandonou durante a etapa.